# Hemithyrsocera acuminata
Hemithyrsocera acuminata es una especie de cucaracha del género Hemithyrsocera, familia Ectobiidae.

## Distribución
Esta especie se encuentra en Taiwán.